# Ali Abbasi
 Ali Abbasi (?·pàg.) (persa: علی عباسی, nascut el 1981 a Teheran) és un director de cinema i guionista iranià, nacionalitzat danès. Va estudiar en la Universitat Politècnica de Teheran fins a 2002, quan es va traslladar a Europa per a estudiar en la Reial Acadèmia de les Ciències de Suècia en Estocolm. Després de graduar-se en arts en 2007, es va inscriure a l'Escola Nacional de Cinema de Dinamarca, graduant-se en 2011 i presentant el curtmetratge M for Markus. Actualment viu a Copenhague però conserva el seu passaport iranià.
La seva pel·lícula Border de 2018, inspirada en l'obra literària del mateix nom de l'escriptor suec John Ajvide Lindqvist, va guanyar el premi Un Certain Regard en el Festival de Cinema de Cannes de 2018.

## Filmografia
| Any  | Títol                       | Director | Escriptor | Editor |
| ---- | --------------------------- | -------- | --------- | ------ |
| 2011 | M for Markus (curtmetratge) | Sí       | Sí        | Sí     |
| 2016 | Shelley                     | Sí       | Sí        |        |
| 2018 | Border                      | Sí       | Sí        |        |
| 2022 | Holy Spider                 | Sí       | Sí        |        |
| 2024 | The Apprentice              | Sí       |           |        |

## Premis
| Any  | Esdeveniment       | Premi             | Títol  |
| ---- | ------------------ | ----------------- | ------ |
| 2018 | Festival de Cannes | Un Certain Regard | Border |